# Juillet 1951
Cette page présente les faits marquants du mois de juillet 1951.

## Évènements
- 1er juillet :
  - Formule 1 : quatrième grand prix de F1 de la saison 1951 en France, remporté par Juan Manuel Fangio et Luigi Fagioli sur Alfa Romeo.
  - La Soviétique A. Samossadova, sur planeur A.9, établit un record féminin de distance avec but fixé et retour au point de départ de 248,45 km.

- 3 juillet : W. Bridgeman, sur Douglas D558-II Skyrocket, vole à 2 080 km/h et à 18 133 m d’altitude (record de vitesse non officiel).

- 4 - 8 juillet : premier Congrès panafricain d’étudiants[1].

- 6 juillet
  - L’Américain D. Johnson, en planeur non déterminé, couvre 882 km sans escale (record).
  - Première utilisation du ravitaillement en vol en condition de combat, avec un KB-29 Superfortress ravitaillant 4 RF-80 Shooting Star au-dessus de la Corée du Nord.

- 9 juillet : les États-Unis, la France et le Royaume-Uni mettent fin à l'état de guerre avec l'Allemagne.

- 10 juillet :
  - France : chute du troisième gouvernement Queuille.
  - Début des négociations pour un armistice à Kaesong.
  - Les représentants militaires des Nations unies, avec à leur tête le Vice Admiral C. Turner Joy, arrivent à Kaesong, en Corée pour mener des discussions d’armistice avec des leaders communistes. Débutent ainsi de nombreux mois de négociations qui sont suspendues et rouvertes au gré des hostilités.

- 11 juillet : abdication du roi des Belges Léopold III en faveur de son fils Baudouin.

- 12 juillet : le Soviétique Y.D. Forestenko, sur Yak-11 (sous-classe C1d), poids 2 230 kg, établit un record de vitesse sur 500 km en circuit fermé de 471,348 km/h.

- 14 juillet (Formule 1) : cinquième grand prix de F1 de la saison 1951 en Grande-Bretagne, remporté par José Froilán González sur Ferrari.

- 15 juillet : deux fermiers français, F. et J. Ortolan, ont commencé en 1940 la construction d’un avion. Leur appareil est terminé en 1951 et essayé avec succès à Auch par le pilote Lafargue[réf. nécessaire].

- 16 juillet : 
  - Liban : le parti nationaliste social syrien assassine l'ex-Premier ministre du Liban Riyad es-Solh.
  - Premier vol de l'avion léger Iberavia I-11, piloté par J. Guibert.

- 17 juillet :
  - Bantu Authorities Act. Le docteur Verwoerd, ministre des affaires tribales d'Afrique du Sud, imagine la formation de bantoustans sur le territoire sud-africain où sont regroupés les Noirs des différentes ethnies. Destinés à devenir « indépendants », ils doivent accorder leur citoyenneté aux membres de leur groupe ethnique et à ceux, qui établis en zone blanche, leur sont rattachés[2].
  - Baudouin devient roi des Belges, après l'abdication de Léopold III.
  - Le de Havilland Comet effectue le trajet Londres-Johannesburg en 17 h 31 min (dont 2 h 49 min. passées aux deux escales).

- 18 juillet : Joaquín Ruiz-Giménez Cortés est nommé ministre de l’éducation en Espagne. Il tente une libéralisation culturelle et intellectuelle.

- 19 juillet
  - Les Polonais A. Pawlikiewicz et Z. Pakielewicz, sur planeur Zurav-Kranich SP-524, établissent un record de distance en ligne droite à but fixé sans escale de 511,51 km.
  - Le Bournemouth, premier dirigeable construit en Angleterre après la catastrophe du R101, effectue sa première sortie.

- 20 juillet : 
  - le roi Abdallah Ier de Jordanie est assassiné dans la mosquée Al-Aqsa par un partisan des muftis, bannis de la ville. Son fils Talal lui succède (fin en 1952). L’émir Naïf, son deuxième fils, devient régent. Les derniers contacts d’Israël avec les Arabes sont rompus. La commission de conciliation est supprimée et remplacée par une mission de bons offices.
  - Premier vol du premier des trois prototypes du chasseur britannique Hawker Hunter WB188 piloté par l'Anglais Neville Duke.
  - La Soviétique O. Klepikova, sur planeur Rot Front 7, établit un record féminin de distance en ligne droite de 364,035 km.
  - La Soviétique A. Samossadova, sur planeur A.9, établit un record féminin de distance avec but fixé de 364,035 km.
  - Premier vol du Convair XF-92A.

- 21 juillet : Francisco Craveiro Lopes est élu président de la République du Portugal (fin en 1959).

- 23 juillet : parti d’Irlande, l’appareil Lancaster Aries de la RAF survole le Pôle Nord et atterrit à Fairbanks, en Alaska. Le 3 août, il décolle de Fairbanks, survole une nouvelle fois le Pôle et va se poser directement à Manby, en Angleterre. Premier vol : 5 692 km en 18 h 54 min ; second vol en 19 h 34 min.

- 25 juillet : le Français A. Rebillon, sur Minicab GY-20, sous-classe C1a, poids 499,5 kg, établit un record de distance en ligne droite de 1 826,961 km[3].

- 28 juillet : signature à Genève de la Convention relative au statut des réfugiés et des apatrides.

- 29 juillet : sixième grand prix de F1 de la saison 1951 en Allemagne, remporté par Alberto Ascari sur Ferrari.

- 30 juillet : premier vol du CFA Super Phrygane.

- 31 juillet : Jean Boulet décolle le premier des deux prototypes du SE.3120 doté d'un moteur à piston Salmson 9NH de 203 ch. Il s'agit de l'ancêtre qui donnera directement naissance à l'Alouette II lorsque celle-ci recevra une turbine Turboméca Artouste I de 360 ch.

## Naissances
- 3 juillet : Jean-Claude Duvalier, homme politique haïtien, président à vie de 1971 à 1986 († 4 octobre 2014).
- 4 juillet :
  - Philippe de Dieuleveult, animateur-aventurier de télévision français (porté disparu en août 1985).
  - John Alexander, joueur de tennis australien, né à Sydney.
  - Kathleen Hartington Kennedy, femme politique américaine, membre de la famille Kennedy.
- 5 juillet : Roger Wicker, homme politique et sénateur des États-Unis pour le Mississippi depuis 2007.
- 6 juillet : 
  - Béatrice Chatelier, actrice française.
  - Geoffrey Rush, acteur australien.
- 7 juillet : Michael Henderson, musicien américain († 19 juillet 2022).
- 11 juillet : 
  - Evelyne Leclerq, speakerine, animatrice de télévision et actrice française.
  - Nikolaï Patrouchev, général et homme politique russe.
- 12 juillet : 
  - Antoni Asunción, homme d'État espagnol, membre du Parti socialiste ouvrier espagnol († 5 mars 2016).
  - Cheryl Ladd, actrice et chanteuse américaine.
- 15 juillet : Nelson Martínez, chimiste et homme politique vénézuélien († 12 décembre 2018).
- 18 juillet :
  - Kevin Elyot, dramaturge, acteur et scénariste britannique († 7 juin 2014).
  - Margo Martindale, actrice américaine.
- 20 juillet : Paulette Bourgeois, auteure.
- 21 juillet : 
  - Arlette Chabot, journaliste française.
  - Robin Williams, acteur américain († 11 août 2014).
- 24 juillet : Lynda Carter, actrice et chanteuse auteur-compositeur américaine.
- 25 juillet : Jacques Legros, présentateur de télévision et journaliste français.
- 26 juillet : William S. McArthur, Jr., astronaute américain.
- 27 juillet : Shawn Murphy, homme politique.
- 28 juillet : 
  - Santiago Calatrava Valls, architecte-ingénieur, espagnol.
  - T.M. Stevens, musicien américain († 10 mars 2024).
- 29 juillet :
  - Jack Blessing, acteur américain († 14 novembre 2017).
  - Andrew Wallace-Hadrill, historien britannique.

## Décès
- 13 juillet : Arnold Schönberg, compositeur autrichien (° 13 septembre 1874).
- 14 juillet : Otto Antoine, peintre allemand (° 22 octobre 1865).
- 20 juillet : 
  - Abdallah Ier de Jordanie, roi de Jordanie, assassiné par un Palestinien à Jérusalem (° 1882).
  - Guillaume de Prusse, dit le Kronprinz.
- 21 juillet : Adam Stefan Sapieha, cardinal polonais, archevêque de Cracovie (° 14 mai 1867).
- 23 juillet : Philippe Pétain, maréchal de France et homme d'État (° 24 avril 1856).